# Entropie informațională
În teoria informației, entropia Shannon sau entropia informațională măsoară incertitudinea asociată cu o variabilă aleatoare. Această măsură indică și cantitatea de informație conținută într-un mesaj, exprimată de obicei în biți sau în biți pe simbol. Când este exprimată în biți, ea reprezintă lungimea minimă pe care trebuie să o aibă un mesaj pentru a comunica informația.
Ea mai reprezintă și o limită absolută a celei mai bune compresii fără pierderi aplicabilă unor date comunicate: tratând un mesaj ca pe o serie de simboluri, cea mai scurtă reprezentare posibilă a mesajului are lungimea egală cu entropia Shannon în biți pe simbol înmulțită cu numărul de simboluri din mesajul original. 
O aruncare a monezii are entropia de un bit. Dar, dacă moneda nu este echilibrată, atunci incertitudinea este mai mică (se știe că există o probabilitate mai mare ca ea să cadă cu o anume parte a ei în sus), și astfel entropia Shannon este mai mică. Un șir lung de caractere repetate au entropia 0, deoarece fiecare caracter este previzibil. Entropia unui text în limba engleză este de 1,0 până la 1,5 biți pe literă.
Echivalent, entropia Shannon măsoară media de conținut informațional pe care receptorul o pierde atunci când nu cunoaște valoarea variabilei aleatoare.
Conceptul a fost introdus de Claude Shannon în lucrarea sa din 1948 „O teorie matematică a comunicației”.

## Definiție
Entropia H a unei variabile discrete X cu valorile x1, ..., xn și funcția de probabilitate p este 
{\displaystyle H(X)=-\mathbb {E} (\log _{b}p(X))=-\sum _{i=1}^{n}{p(x_{i})\log _{b}p(x_{i})},}
unde b este o bază pentru logaritmi, reală și supraunitară (de obicei 2, caz în care unitatea de măsură a informației se numește bit, sau e, caz în care ea se numește nat).
Entropia Shannon nu este definită pentru variabile continui. Prin analogie cu variabile discrete, se definește entropia diferențială astfel: 
{\displaystyle H(X)=-\int \limits _{-\infty }^{\infty }f(x)\log _{b}(f(x))\,dx}
unde f este densitatea de repartiție lui X. Însă, entropia diferențială unei variabile continui nu are aceleași proprietăți ca entropia Shannon unei variabile discrete. Spre exemplu, poate fi negativă.

## Exemplu
Presupunem evenimentul aruncării unui zar cu 6 fețe. Valorile variabilei X sunt {1,2,3,4,5,6} iar probabilitățile obținerii oricărei valori sunt egale. 
Entropia este: {\displaystyle H(X)=-\sum _{i=1}^{6}{{\frac {1}{6}}\log _{2}\left({\frac {1}{6}}\right)}=-{6\cdot {\frac {1}{6}}\log _{2}\left({\frac {1}{6}}\right)}=-{log_{2}\left({\frac {1}{6}}\right)}=2.58}.
Pentru o populație discretă cu valorile  {1,2,3,4,5,6} cu probabilitățile  respectiv {3%,16%,31%,31%,16%,3%} (aproximativ o distribuție binomială cu p=50%) entropia calculată este: H(X) = 2.2. Incertitudinea s-a diminuat față de exemplul precendent.

## Proprietăți

### Aditivitate
Logaritmul este folosit în calculul entropiei pentru a permite adunarea  incertitudinii unor variabile independente.
De exemplu, considerând X și Y doua evenimente independente, distribuite uniform, cu {\displaystyle n\,} respectiv {\displaystyle m\,} posibile rezultate perechea (X,Y) va avea {\displaystyle mn\,} rezultate echiprobabile {\displaystyle \left\{x_{i}y_{j}:i=1,\cdots ,n,j=1,\cdots ,m\right\}}.
Entropia perechii (X,Y) se calculează:
| {\displaystyle \displaystyle H(X,Y)=\log _{2}(nm)=\log _{2}(n)+\log _{2}(m)=H(X)+H(Y).} | (2) |
Astfel, entropia perechii este egală cu suma entropiei celor două evenimente luate separat.
Proprietatea aditivității implică faptul că entropia se menține constantă indiferent dacă mulțimea rezultatelor/procesul este privit ca întreg sau ca sumă a unor submulțimi / procese.

### Schimbarea de bază
Entropia poate fi calculată folosind diferite baze ale logaritmului. Înmulțirea logaritmilor are proprietatea: {\displaystyle \displaystyle \log _{a}(p)=\log _{a}(b)*\log _{b}(p).}.  
Entropia calculată in baza {\displaystyle a\,}  va fi egală cu {\displaystyle \ log_{a}(2)} inmulțită cu entropia calculată cu logaritm in baza 2.

### Continuitate
Entropia este o funcție continuă. Unei modificari infinitezimale a probabilităților corespunde o modificare asemănătoare a entropiei.

### Simetrie
Valoarea entropiei rămâne neschimbată daca se schimbă ordinea variabilelor xi.
{\displaystyle H_{n}\left(p_{1},p_{2},\ldots \right)=H_{n}\left(p_{2},p_{1},\ldots \right)} etc.

### Maximum
Entropia, incertitudinea atinge o valoare maximă dacă evenimentele sunt echiprobabile.
{\displaystyle H_{n}(p_{1},\ldots ,p_{n})\leq H_{n}\left({\frac {1}{n}},\ldots ,{\frac {1}{n}}\right).}
Pentru evenimente independente și echiprobabile entropia crește cu numărul posibil de rezultate.
{\displaystyle H_{n}{\bigg (}\underbrace {{\frac {1}{n}},\ldots ,{\frac {1}{n}}} _{n}{\bigg )}<H_{n+1}{\bigg (}\underbrace {{\frac {1}{n+1}},\ldots ,{\frac {1}{n+1}}} _{n+1}{\bigg )}.}